# Helmut Rudolph (Maler)
Helmut Rudolph (auch Rudolph-Freiberg; * 24. Februar 1906 in Dresden; † 15. Mai 1981 in Freiberg) war ein deutscher Maler und Grafiker.

## Leben und Werk
Die Familie Rudolphs zog 1908 nach Freiberg. Dort absolvierte er die Schule. Von 1925 bis 1930 studierte er in Dresden bei Georg Erler und Jorg Klemm Malerei an der Staatlichen Akademie für Kunstgewerbe und an der Technischen Hochschule. Nach der Zeichenlehrerprüfung und dem großen Staatsexamen war er in Freiberg Lehrer. Das Adressbuch nennt ihn erstmalig 1932 als Studienassessor und 1940 als Studienrat in der Schlossstraße 4.
Rudolph nahm als Oberleutnant der Wehrmacht am Zweiten Weltkrieg teil.
Nach dem Ende des NS-Staats arbeitete er in der Sowjetischen Besatzungszone bzw. der DDR als Maler und Grafiker und betrieb er in Freiberg ein Atelier für Bild/Werbung/Entwurf. Daneben betätigte er sich als freier Maler und Grafiker. Er gehörte dem Verband Bildender Künstler der DDR an und war als Mitbegründer von 1948 bis zu dessen Auflösung 1962 Mitglied des Freiberger Künstlerkreises Die Kaue.
Rudolph schuf vor allem Darstellungen mit Motiven seiner Heimat und deren Technik-, vor allem Bergbaugeschichte. Die Verbreitung des christlichen Glaubens war ihm ein wichtiges Anliegen. Er arbeitete vorwiegend für die Evangelische Kirche und Christliche Verlage und für die Bergakademie Freiberg.
Für den Weimarer Wartburg-Verlag schuf Rudolph die Bilder für 26 Adventskalender, die von 1951 bis 1981 erschienen und die zum Teil auch nach der deutschen Wiedervereinigung nachgedruckt wurden. Die Kalender „zeigen oft gut wiedererkennbare Architektur und sprachen daher auch die Erwachsenen an. Eine Besonderheit seiner Entwürfe sind die geschwungenen Spruchbänder, oft sind es Liedanfänge.“
Der Theologe und Volkskundler Ebermut Rudolph (* 1931) ist Rudolphs Sohn.

## Museen und öffentliche Sammlungen mit Werken Rudolphs
- Berlin: Museum Europäischer Kulturen[3]
- Freiberg: Saxonia-Freiberg-Stiftung[3]

## Werke (Auswahl)
- Gimmlitztal am Burgberg (1947, Aquarell)[4]
- Alt-Freiberger Gassen (1979, 10 Rohrfederzeichnungen, 15 × 10 cm; verlegt vom Kulturbund als Postkarten in einer Mappe mit Text von Heinrich Douffet)
- Zeugen des Freiberger Bergbaus (10 Rohrfederzeichnungen, 11 × 15 cm; publiziert 1981 vom Verlag Bild und Heimat, Freiberg; unter Mitwirkung von Douffet und Gunther Galinsky)

## Ausstellungen (mutmaßlich unvollständig)
- 1948: Freiberg, Naturkundliches Museum Freiberg („Die Kaue. 1. Ausstellung des Freiberger Künstlerkreises“)
- 1948: Freiberg, Stadt- und Bergbaumuseum („3. Ausstellung Erzgebirgischer Künstler“)[5]
- 1956: Freiberg, Stadt- und Bergbaumuseum („Freiberger Künstler schaffen für die neue Schule in Halsbrücke“. Mit Hilde Böhme-Burkhardt, Herbert Humpisch, Werner Kuettner, Horst Morgenstern, Kurt Preissler, Maximilian R. Stark und Siegfried Schliebe)
- 1979: Karl-Marx-Stadt, Bezirkskunstausstellung
- 1980: Freiberg, Stadt- und Bergbaumuseum (Einzelausstellung)
- 1984/1985: Karl-Marx-Stadt, Städtisches Museum am Theaterplatz („Retrospektive 1945 – 1984. Bildende Kunst im Bezirk Karl-Marx-Stadt“)